# Kulturåret 1780

## Händelser
- okänt datum – Eriksbergsteatern invigs.
- okänt datum – Gemenasiska Sällskapet bildas.
- okänt datum – Det Dramatiske Selskab bildas.

## Nya verk
- Den Swenska Fröken av Erik Erland Ullman
- Oberon av Christoph Martin Wieland

## Födda
- 15 februari – Alfred Edward Chalon (död 1860), engelsk målare.
- 18 februari – Aleksej Venetsianov, rysk målare.
- 4 april – Edward Hicks (död 1849), amerikansk målare och kväkare.
- 11 april – Axel Magnus Fahlcrantz (död 1854), svensk ornamentsbildhuggare och skriftställare.
- 12 april – Daniel Georg Ekendahl (död 1857), svensk-tysk författare.
- 29 april – Charles Nodier (död 1844), fransk författare och bibliotekarie.
- 19 augusti – Pierre-Jean de Béranger (död 1857), fransk sångtextförfattare.
- 29 augusti – Jean Auguste Dominique Ingres (död 1867), fransk målare och tecknare.
- 29 november – Henriette Pereira (död 1859), österrikisk pianist.
- 29 september – Axel Fredrik Cederholm (död 1828), svensk skådespelare, operasångare och konstnär.
- 12 december – Johan Gustaf Ruckman (död 1862), svensk tecknare och kopparstickare.
- okänt datum – Fredrik Emanuel Werner (död 1832), svensk målare och tecknare.

## Avlidna
- 18 februari – Kristijonas Donelaitis (född 1714), litauisk författare.
- 21 april – Ferdinand Zellbell d.y. (född 1719), svensk kompositör, hovkapellmästare och organist.
- 14 november – Jakob Houbraken (född 1698), nederländsk kopparstickare.
- okänt datum – Johann Baptist Georg Neruda (född 1707), böhmisk tonsättare och violinist.